# Darryl Thompson

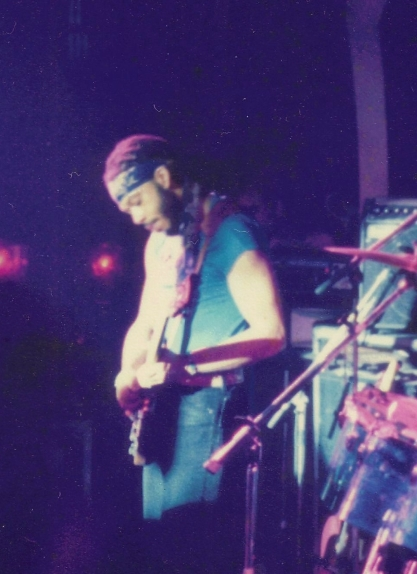
Darryl Thompson, 1979

Darryl Adonis Thompson (auch Daryl „Babe“ Thompson, * 1955; † 19. Mai 2014) war ein US-amerikanischer Gitarrist (auch E-Bass, Keyboard, Schlagzeug), der sowohl im Bereich des Reggae als auch des Jazz aktiv war.

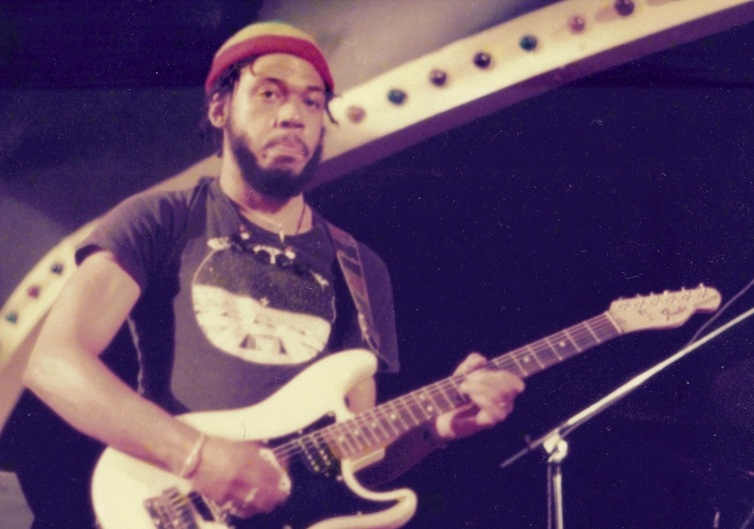
Darryl Thompson, 1979

Darryl Thompson war ein Sohn des Jazzmusikers Lucky Thompson, bei dem er ersten Musikunterricht hatte. Während seiner Zeit auf dem College studierte er bei Chuck Wayne und Pat Martino. Er spielte Ende der 1970er-Jahre bei Sly & Robbie, trat 1979 mit Peter Tosh auf dem Jazz Festival Montreux auf und war Anfang der 1980er-Jahre Mitglied von Black Uhuru (Anthem, 1983). Ferner wirkte er bei Aufnahmen einer Reihe von Jazzmusikern mit, u. a. bei Bill Watrous, Robin Kenyatta, John Lee/Gerry Brown, Charles Earland, Sam Rivers und David Murray. Zuletzt lebte er in Atlanta, betätigte sich auch als Juwelier und spielte in der Band Taxi Gang. Er komponierte den Song It Should Have Been You für Gwen Guthrie.

## Diskographische Hinweise
- Bill Watrous and the Manhattan Wildlife Refuge: The Tiger of San Pedro (Columbia, 1975)
- John Lee, Gerry Brown, Eef Albers, Daryl Thompson: Brothers (Mood, 1980)
- Charles Earland: Coming to You Live (Columbia, 1980)
- David Murray: The Tip (DIW Records, 1994)
- David Murray: Jug-a-Lug (DIW Records, 1995)